# 平和通り (甲府市)
平和通り（へいわどおり）は山梨県甲府市の通りである。

## 概要
甲府駅前交差点から相生歩道橋交差点まで南北に伸びており、全長は0.8キロメートル (km) 、全幅は36メートル (m) である。このうち甲府駅前から甲府警察署前交差点までの0.3 kmは山梨県道6号、残りの甲府警察署前交差点から相生歩道橋交差点までが国道52号・国道358号の重複区間である。
名前の由来は甲府空襲からの復興を願ったものであり、計画当初は広路1号線（ひろじいちごうせん）の名前で幅員50 mの道路として整備する予定であったが、地上げ同然になりかねないとする地主や議会などが同盟を結成するなど強く反発したため規模が縮小され、現在の36 mに落ち着く。山梨県内の一般道としては最多の片側3車線の大通りであるが、内側は実質右折専用レーン、外側は交差点によっては左折専用レーンとなっており、直進する場合は中央の1車線のみとなってしまう場合があるため、車線数のわりに混雑が著しい。また、相生歩道橋交差点から南へ伸びている新平和通りが2車線、新平和通りの途中にある遠光寺北交差点から1車線に減少することや美術館通り、城東通りといった市外へ伸びる国道が交差する事なども混雑に拍車をかけている。
歩道は東側と西側双方にあり、東側の「ファンシーロード八番街」の部分はアーケード化されていたが、市街地再開発事業に絡み2014年に撤去されている。歩道は多くの区間で歩行者と自転車との共用であるが、2021年5月現在、甲府駅前から相生歩道橋に至るまでの歩道に自転車専用道路が設置され、分離されている。
毎年4月12日の前の土曜日に信玄公祭りの騎馬行列が行われるため、通行規制が実施される。
1994年に、読売新聞社選定の「新・日本街路樹100景」のひとつに選定されている。

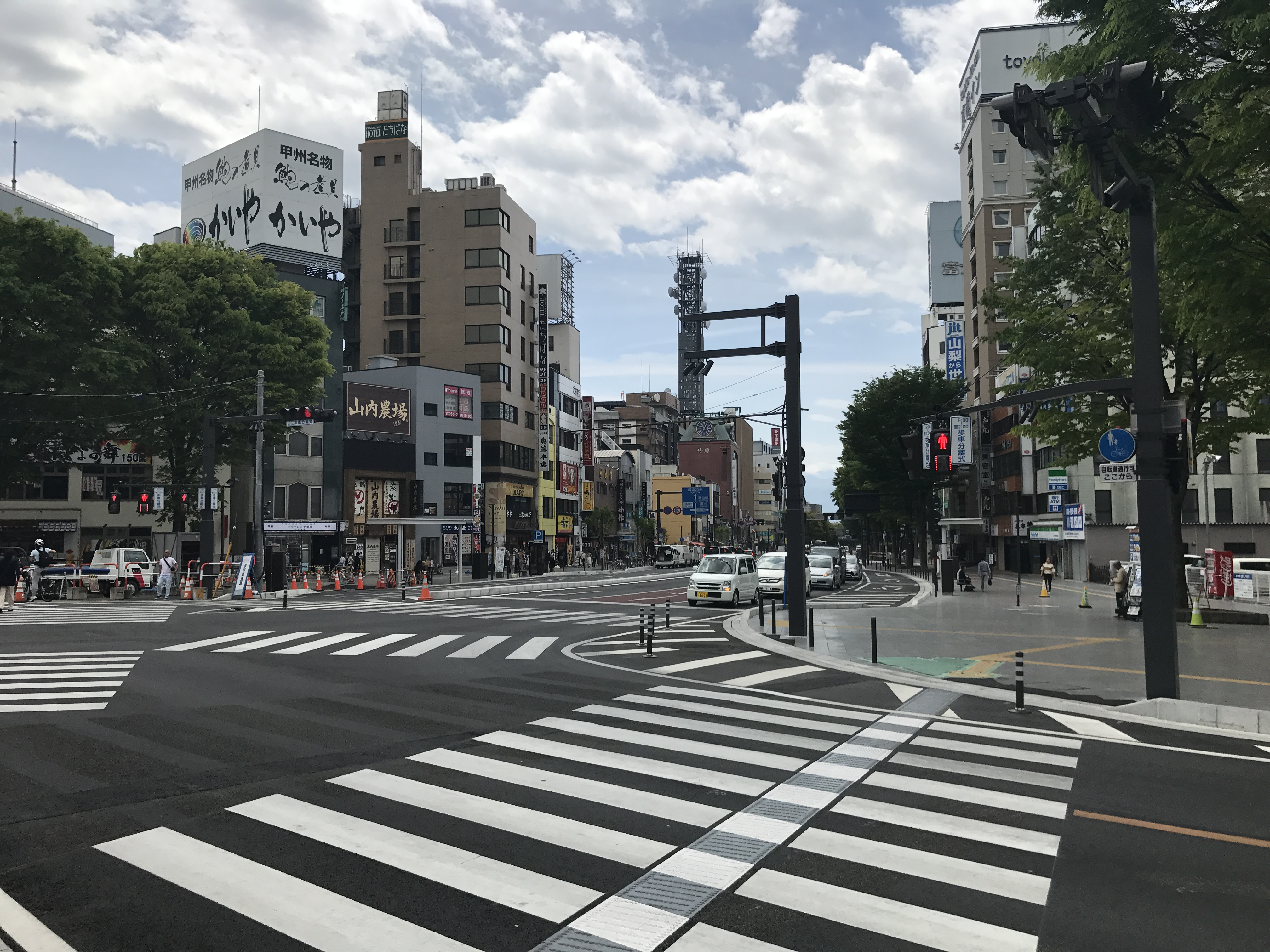
改修後の平和通り起点。改修前と比べると左側のアーケードと街路樹が撤去されている
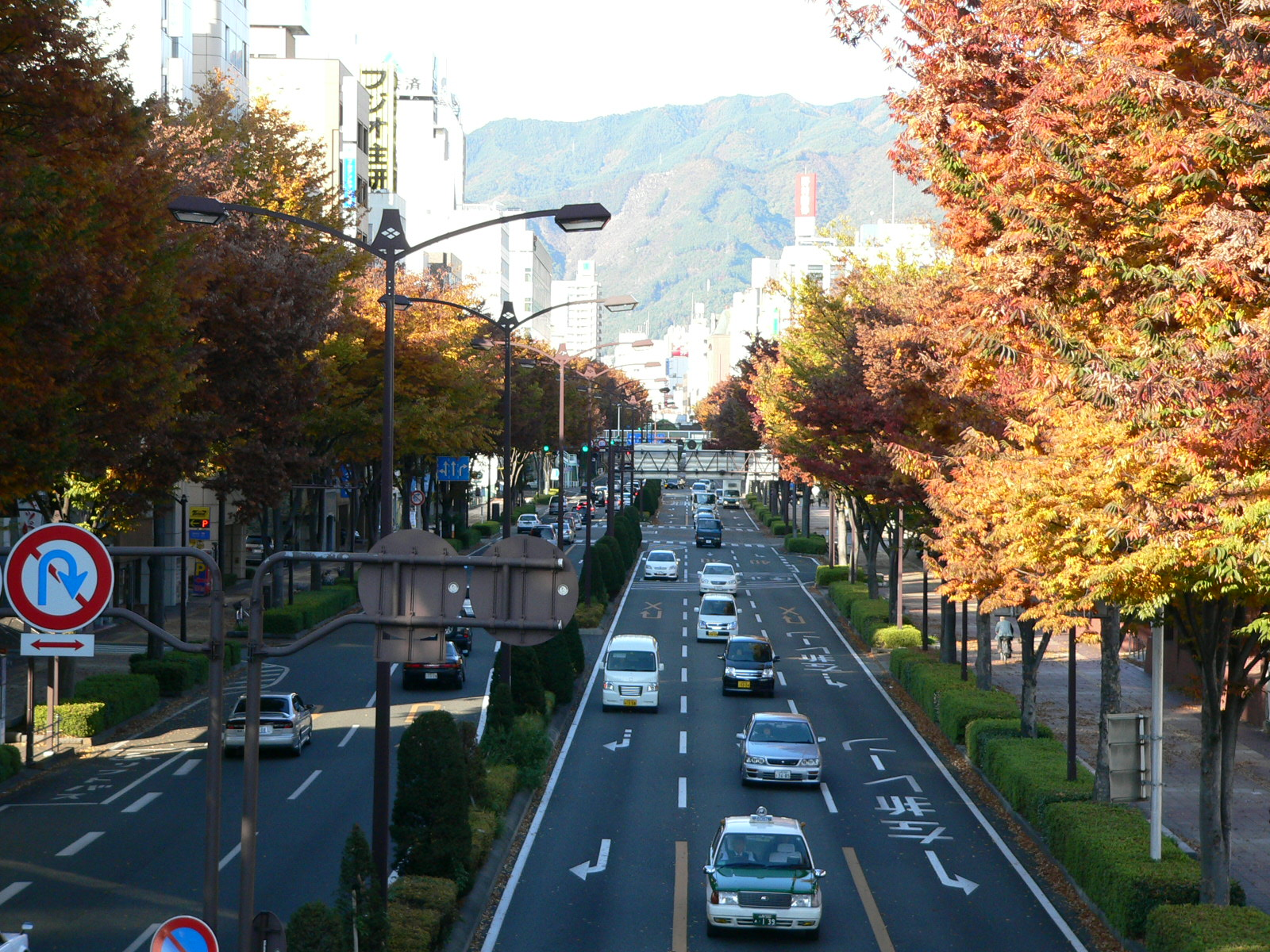
平和通り終点
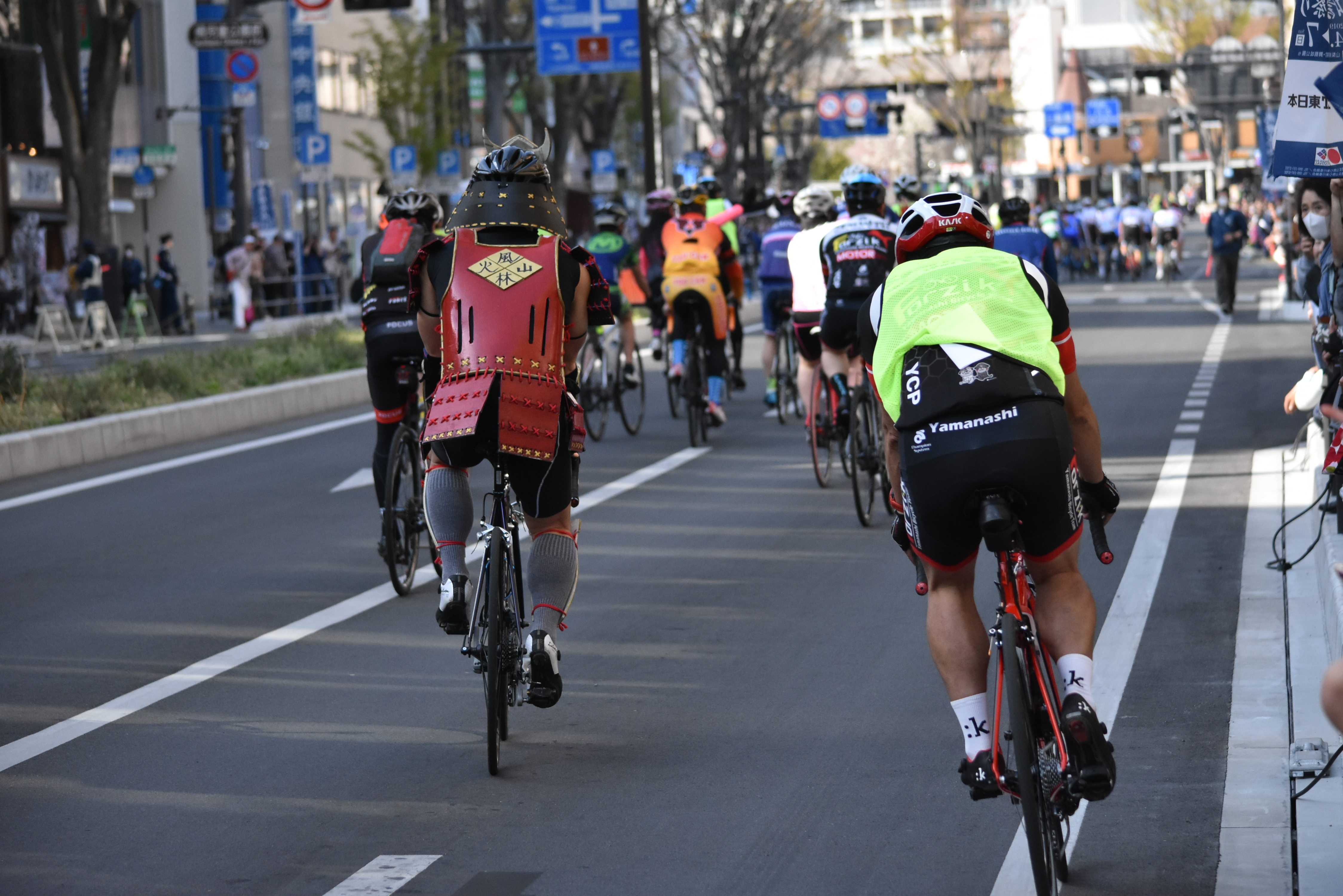
信玄公祭りでの「信玄公サイクルロードレース」（2019年4月6日撮影）
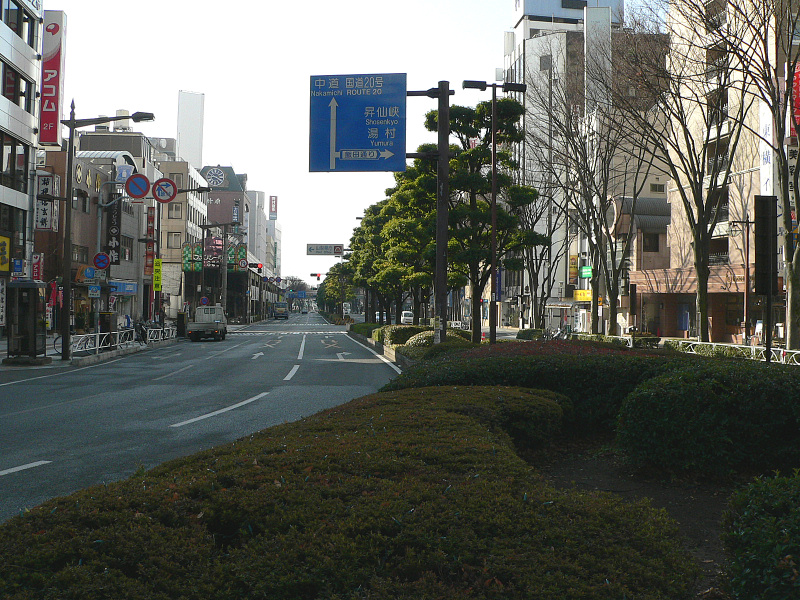
改修前の平和通り起点。

## 沿道の主な施設

### 甲府駅から東側
- 山梨県庁舎
- 甲府市役所
- 甲府警察署
- 甲府地方裁判所
- 日本銀行甲府支店

### 甲府駅から西側
- 東横イン甲府駅前
- りそな銀行甲府支店
- NTTドコモ山梨支店
- 富士急ビル